# Небоскрёб Northeast Asia Trade Tower
Небоскрёб «The Northeast Asia Trade Tower» или NEATT (кор. 동북아무역타워, рус. Торговая башня Северо-восточной Азии) расположен в Сонгдо в свободной экономической зоне Инчхон в Южной Корее.
Здание высотой 308 метров (без учёта антенны) является самым высоким зданием Южной Кореи. Оно превзошло по высоте прежнего рекордсмена (Samsung Tower Palace 3 (Tower G) в Сеуле) в 2009 году. По состоянию на 2015 год башня является самым высоким зданием города и страны, 72-м по высоте в Азии и 92-м по высоте в мире.
Небоскрёб стал символом Международного делового района Сондо. Офисный центр класса А занимает 19 этажей, на 65 этаже расположена высочайшая в Южной Корее смотровая площадка, роскошный отель и торговые площади. В феврале 2010 года площадка была открыта для посетителей в преддверии международного экономического саммита G-20.
Вестибюль офисного центра на первом этаже отделан известняком из Франции и шиферным сланцем из Вермонта.